# 由良漁港 (山形県)
由良漁港（ゆらぎょこう）は、山形県鶴岡市由良にある第2種漁港である。
由良海岸は、山形県を代表する海水浴場であり、夏になれば多くの海水浴客で賑わい、集落には多くの民宿が立ち並んでいて、由良温泉という庶民的な温泉地となっている。海岸から砂州を渡ると白山島があり、白山神社が立てられている。その景観から、由良海岸は、別名東北の江の島と呼ばれている。
由良漁港は、白山島及びその対岸に港湾設備があり、漁港としては山形県で最大の規模を誇る。東北地方のスーパーマーケットでは、由良漁港で水揚げされた魚介類に「由良産」とクレジットされるほどの知名度がある。

## 概要
- 管理者 - 山形県[1]
- 漁業協同組合 - 山形県漁業協同組合由良支所
- 組合員数 - 103人
- 漁港番号 -
- 男女トイレ完備
- キャンプ適地あり

## 主な魚種
- アンコウ
- 鱈[2]
- アオリイカ
- 鰤
- 鮭
- ハタハタ[3]
- キス
- アジ[4]
- クロダイ[4]
- スズキ
- ズワイガニ

## その他
- 「ポケふた」が設置されている。描かれているポケモンは、メノクラゲ・ドククラゲ・プルリル・ブルンゲル[5]。